# Ганиды
Ганиды (Бану Гания) — средневековая берберская династия, правившая на Балеарских островах в 1126—1205 годах.
Основатель династии амир Али I ибн Али ибн Юсуф аль-Манифи по отцу происходил из берберского племени Санхаджа, а по матери приходился ближайшим родственником династии Альморавидов (Гания, его мать, была дочерью брата самого амира уль-муслимин Йусуфа ибн Ташфина). Это несомненно предопределило успешную политическую карьеру Али и его брата Яхьи (последний являлся альморавидским наместником в Испании в 1126—1147 годах). Став амиром Балеарских островов под сюзеренитетом Альморавидов в 1126 году, Али I основал династию, которая при его наследнике Мухаммаде I в 1146 году (541 г.х.) добилась положения независимого государства.
Однако вскоре Ганиды столкнулись с новой силой в регионе — быстро набирающим мощь государством Альмохадов. В завязавшейся схватке успех первоначально сопутствовал балеарским амирам: в 1184 году им даже удалось захватить Марракеш, Беджаю и часть Туниса. Однако в том же году войска Ганидов были разбиты и в 1185/1186 году (581 г.х.) Ганиды вынуждены были признать себя вассалами Альмохадов.
В 1205 году (601 г.х.) Альмохады низложили последнего амира Яхью, который после этого в течение нескольких десятилетий вел с ними упорную борьбу в Северной Африке вплоть до своей смерти в 1237 году (635 г.х.).

## Амиры Бану Гания
- 1126—1131 гг. Али I
- 1131—1151 гг. Мухаммад I
- 1151—1183 гг. Исхак
- 1183—1184 гг. Мухаммад II
- 1184—1184 гг. Али II
- 1184—1204 гг. Тальха
- 1204—1205 гг. Яхья